# Болденка (река)
Бо́лденка (Ольховка) — река в Московской области России.
Протекает по территории Истринского и Клинского районов. Слиянием с рекой Вельгой образует реку Нудоль в 26 км от её устья, являясь правой составляющей. Длина — 12 км.
Название, вероятнее всего, произошло от балтийской основы bold- и сложного русского суффикса -енка. Существуют другие подобные балтоязычные гидронимы: древнепрусский Boldeyn, литовский Boldoniškis.

## Данные водного реестра
По данным государственного водного реестра России относится к Окскому бассейновому округу, водохозяйственный участок реки — Истра от истока до Истринского гидроузла, речной подбассейн реки — бассейны притоков Оки до впадения Мокши. Речной бассейн реки — Ока.
Код объекта в государственном водном реестре — 09010101412110000023550.